# Dörte
Dörte bzw. Dörthe ist eine niederdeutsche Nebenform des aus dem Altgriechischen stammenden weiblichen Vornamens Dorothea, welcher Gottesgeschenk bedeutet.

## Bekannte Namensträgerinnen
- Dörte Andres (* 1952), deutsche Dolmetschwissenschaftlerin
- Dörthe Binkert (* 1949), deutsche Autorin
- Dörte Dinger (* 1981), deutsche Politologin, seit März 2022 Staatssekretärin und Chefin des Bundespräsidialamtes
- Dörte von Drigalski (* 1942), deutsche Ärztin, Psychotherapeutin und Kinderärztin
- Dörthe Eickelberg (* 1975), deutsche Regisseurin und Moderatorin
- Dörte Eißfeldt (* 1950), deutsche Künstlerin mit Schwerpunkt Fotografie, Video und Film
- Dörte Franke (* 1974), deutsche Autorin und Dokumentarfilmerin
- Dörte Freundt (* 1967), deutsche Schauspielerin
- Dörte Gatermann (* 1956), deutsche Architektin und Hochschullehrerin
- Dörte Gernert (* 1944), deutsche Historikerin
- Dörte Hansen (* 1964), deutsche Sprachwissenschaftlerin, Journalistin und Schriftstellerin
- Dörte Helm (1898–1941), deutsche Malerin und Grafikerin
- Dörthe Hoppius (* 1996), deutsche Fußballspielerin
- Dörthe Huth (* 1968), deutsche Autorin
- Dörthe Jung (* 1949), deutsche Autorin und Unternehmensberaterin
- Dörthe Krause (1943–1995), deutsche Krankenschwester und anthroposophisch orientierte Lehrerin für Pflegeberufe
- Dörte Krüger (Biathletin) (* 1959), deutsche Sommer-Biathletin
- Dörte Krüger (Volleyballspielerin) (* 1967), deutsche Volleyballspielerin
- Dörte Kuhlmann (* 1968), deutsche Architektin
- Dörte Liebetruth (* 1979), deutsche Politikerin (SPD)
- Dörte Lindner (* 1974), deutsche Wasserspringerin
- Dörte Lyssewski (* 1966), deutsche Schauspielerin
- Dörte Maria Packeiser (* 1957), deutsche Chorleiterin und Kirchenmusikerin
- Dörte Pietron (* 1981), deutsche Extrembergsteigerin und Kletterin
- Dörte Schall (* 1977), deutsche Politikerin (SPD)
- Dörte Schmidt (* 1964), deutsche Musikwissenschaftlerin
- Dörte Techel (* 1964), deutsche Volleyballspielerin
- Dörte Thümmler (* 1971), deutsche Geräteturnerin
- Dörte von Westernhagen (* 1943), deutsche Journalistin und Autorin